# Платоново (Орловская область)
Платоново — село в Орловской области России. 
В рамках административно-территориального устройства входит в Платоновский сельсовет Орловского района, в рамках организации местного самоуправления — в Орловский муниципальный округ.

## География
Расположено на реке Оптуха, у северо-восточной окраины г. Орла (в 13 км к северо-востоку от центра города), на автомобильной трассе Орёл — Тула.

## Население
| 2002 | 2010 |
| ---- | ---- |
| 82   | ↗161 |

Согласно результатам переписи 2002 года, в национальной структуре населения русские составляли 99 % от жителей.

## История
С 2004 до 2021 гг. в рамках организации местного самоуправления село входило в Платоновское сельское поселение, упразднённое вместе с преобразованием муниципального района со всеми другими поселениями путём их объединения в Орловский муниципальный округ.